# 치역

함수 는 정의역이 X, 공역이 Y인 함수다. Y 안에 있는 노란색 집합은 의 상 또는 치역이다. 이 함수는 공역과 치역이 다르므로 전사 함수가 아니다.

수학에서, 어떤 함수의 치역(値域, 영어: range)은 그 함수가 실제로 취하는 값들의 집합이다. 다시 말해, 정의역의 상이다.

## 정의
정의역이 {\displaystyle X}, 공역이 {\displaystyle Y}인 함수 {\displaystyle f\colon X\to Y}의 치역 {\displaystyle \operatorname {ran} f}은 다음과 같은 공역의 부분집합이다.
{\displaystyle \operatorname {ran} f=f(X)=\{f(x)\colon x\in X\}\subset Y}
치역과 공역이 같은 함수를 전사 함수라고 한다. 일반적으로 치역은 공역과 다르다. 치역은 공역의 부분집합이지만 공역의 모든 원소들이 치역의 원소일 필요는 없다.

## 예
실수 집합에서 실수 집합으로 가는 함수 {\displaystyle f}가 다음과 같이 정의된다고 하자.
{\displaystyle f\colon \mathbb {R} \to \mathbb {R} }
{\displaystyle f\colon x\mapsto x^{2}}
이 경우, {\displaystyle f}의 공역은 {\displaystyle \mathbb {R} }이고, {\displaystyle f}의 치역은 구간 {\displaystyle [0,\infty )}이다. 따라서 {\displaystyle f}는 전사 함수가 아니다.
실수 집합에서 실수 집합으로 가는 함수 {\displaystyle g}가 다음과 같이 정의된다고 하자.
{\displaystyle g\colon \mathbb {R} \rightarrow \mathbb {R} }
{\displaystyle g\colon x\mapsto 2x}
이 경우, {\displaystyle g}의 공역과 치역 둘 다 {\displaystyle \mathbb {R} }이다. 따라서 {\displaystyle g}는 전사 함수이다.

## 같이 보기
- 전단사 함수
- 단사 함수